# 蔣作賓
蔣 作賓（しょう さくひん、1884年3月4日〈光緒10年2月初7日〉 - 1942年〈民国31年〉12月24日）は中華民国の軍人・政治家・外交官。中国同盟会以来の革命派の人士で、主に孫文・蔣介石の側近として活躍した。また、国民政府時代には外交官としても活動し、初代駐日大使としても知られる。字は雨岩。

## 事績

### 革命派としての活動
富農の家庭に生まれ、15歳で秀才となる。1902年（光緒28年）、武昌文普通中学堂に進学した。このとき、宋教仁と同学になり、革命思想に傾倒するようになる。
1905年（光緒31年）、中学堂を卒業して官費で日本に留学し、東京振武学校に入学した。同年8月に東京で中国同盟会が成立すると、蔣もこれに参加している。1907年（光緒33年）、陸軍士官学校第4期歩兵科で入学し、翌年7月に卒業した。帰国後は、保定軍官速成学校の教習（教官）に任命される。1909年（宣統元年）、陸軍留学卒業生考試に参加して、優等第2位の成績を獲得し、陸軍部軍衡司で科長に任ぜられた。翌年には同司司長に昇進している。
1911年（宣統3年）10月、直隷省に駐屯していた張紹曽・呉禄貞・藍天蔚らが清朝に向けて憲法制定・責任内閣制を要求する声明を発する。蔣作賓は清朝の命令により張らの宣撫に派遣されたが、もとより蔣は革命派の人物であったため、張らとの挙兵を図ろうとする。しかし、張・呉・藍はいずれもまもなく追及の上更迭されてしまった。
蔣作賓は北方での蜂起を断念し、南方の革命派との合流を図る。まず江西省に到着すると、蔣は九江都督府参謀長代理に任ぜられた。蔣は直ちに江西の民軍を湖北省に向けて展開し、革命派の湖北軍政府を攻撃していた清軍に有効な牽制を仕掛けている。年末には上海に招聘され、中華民国臨時政府の組織に参与した。

### 民国初期の活動
1912年（民国元年）1月1日に中華民国臨時政府が南京に成立すると、蔣作賓は陸軍部次長に任命された。蔣は革命派の軍制整備を急速に進め、保定軍官速成学校の教員を収容して南京軍官学校を組織し、さらに湖北省では同盟会会員を中核とする湖北新軍を新たに編制している。
しかし、袁世凱が孫文に代って臨時大総統となると、革命派の蔣作賓は袁から排斥されるようになる。1915年（民国4年）に袁が皇帝即位を図ると、蔣は病気を理由に辞任した。袁は蔣の能力を恐れ、これを西山に幽閉してしまう。翌年、護国戦争が激化した段階になって、ようやく蔣は釈放された。
1916年（民国5年）6月、袁世凱が死去して黎元洪が後任の大総統になると、蔣作賓は参謀本部次長に抜擢された。しかし翌年7月、張勲復辟により黎は失脚してしまう。代って実権を掌握した段祺瑞も、蔣を登用しようと図ったが、蔣はこれを拒否し、南方の孫文らと合流した。9月から、蔣は孫の同意を得て国際情勢の視察のため、欧米各国を外遊している。

### 孫文・蔣介石の側近として
1919年（民国8年）2月、蔣作賓は帰国する。その頃、湖北省を支配していた両湖巡閲使王占元に対する湖北社会の反発が高まっていた。蔣作賓は李書城ら湖北有識者と協力して、1921年（民国10年）7月から「湖北自治」を旗印に倒王運動を開始し、王を湖北省から駆逐することに成功する。
しかし、その後任として湖北省に勢力を伸ばしてきた呉佩孚には敵し得ず、以後再び孫文の下に戻った。蔣作賓は孫に随従しつつ各種政治工作・軍事工作を展開している。1924年（民国13年）11月の孫の北京行にも随従し、翌年3月の孫死去の際も北京にあった。
1926年（民国15年）7月、蔣作賓は国民政府の北伐に、湖北宣撫使として合流した。これ以後の蔣作賓は、蔣介石を支持してその活動を補佐することになる。翌年3月、蔣作賓は北京政府側の皖軍総司令・陳調元を政治工作により切り崩して、これを国民政府側に組み入れることに成功した。翌年4月、上海クーデター（四・一二事件）を経て蔣介石が南京国民政府を樹立すると、蔣作賓は国民政府委員兼軍事委員会委員に任ぜられている。
1928年（民国17年）4月、第二次北伐に蔣作賓も戦地政務委員会主席委員として参加する。しかし翌月3日、済南に到達したところで済南事件が発生し、蔣作賓自身もこれに巻き込まれたが、9日に辛うじて日本軍の包囲を突破した。蔣作賓は、ただちに北伐続行を蔣介石に進言している。6月、北京に到達したところで戦地政務委員会は解散され、蔣作賓は北平政治分会委員に任命された。

### 外交官としての活動

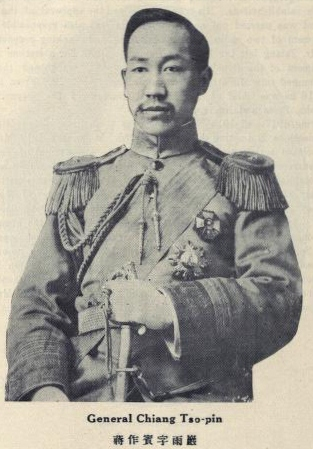
北京政府時代の蔣作賓
Who's Who in China 3rd ed. (1925)

同年10月、蔣作賓は駐ドイツ・オーストリア公使に任命された。翌月、ドイツ外相グスタフ・シュトレーゼマンと会談し、中独外交関係の進展で合意している。1929年（民国18年）3月には、ジュネーヴで開催された国際連盟の軍縮会議に中国代表として参加した。このとき、ソビエト連邦代表から不可侵条約締結を打診され、蔣介石もまた賛同していたが、中国国民党内での同意が得られず実現はならなかった。1931年（民国20年）、蔣作賓はソ連経由で帰国している。
同年8月末に、蔣作賓は駐日公使に任命され、日本に赴くことになった。ところが日本到着前に満洲事変が勃発する。蔣作賓個人は強硬路線を主張したが、蔣介石はこれを望まず、やむなく蔣作賓は蔣介石の指示に従って抑制的な対応に終始した。1935年（民国24年）5月、両国双方が公使館から大使館への格上げを行い、蔣作賓が初代駐日大使となった。
蔣作賓は駐日公使・大使をつとめていた間、外務省情報部長天羽英二の声明や広田三原則など、様々な両国間の懸案をめぐって広田弘毅との交渉を担当し、両国間の決定的な対立を回避しようとした。しかし蔣作賓が従事した対日穏健路線は、中国国内でも大きな支持を得るには至らなかった。そして同年12月、日本の侵略に備えるために国民政府が改組され、汪兆銘（汪精衛）が行政院長を退くと、蔣作賓も駐日大使から罷免された。帰国後、内政部長に転じている。

### 晩年
1936年（民国25年）12月、蔣介石に随従して蔣作賓も西安に向かう。このとき、張学良・楊虎城による西安事件が勃発し、蔣作賓もまた幽閉されてしまった。事件解決後は南京に戻り、1937年（民国26年）11月、安徽省政府主席に任じられたが、2か月で辞任している。以後、国民党中央監察委員、党政工作考核委員会政務組主任などを歴任した。
1942年（民国32年）12月24日、肺炎により重慶で死去。享年59（満58歳）。